# ۱۰۵۰ (قمری)
۱۰۵۰ (قمری)، هزار و پنجاهمین سال در گاهشماری هجری قمری است. اول محرم این سال برابر با بیست و سوم آوریل سال ۱۶۴۰ میلادی است.